# Patterns of Evidence: Exodus
Patterns of Evidence: Exodus ist ein 2014 von Timothey P. Mahoney inszenierter US-amerikanischer Dokumentarfilm. Mahoney führt auch als Interviewer durch den Film. Der Film versucht zu zeigen, dass die biblische Geschichte des Exodus der hebräischen Sklaven aus Ägypten zu Beginn des Neuen Reiches von Ägypten sich wirklich ereignet hat. Der Film kam im Januar 2015 erstmals in die Kinos.

## Inhalt
Tim Mahoney wirft im Film die Frage auf, ob die Bibel nur ein Mythos ist oder sich möglicherweise die Archäologen geirrt haben. Er geht dieses Problem bewusst wissenschaftlich an und hat dazu zwölf Jahre lang recherchiert. Der Film beschreibt zahlreiche Funde, einschließlich archäologischer Funde von Belegen hebräischer Besiedlung im alten Ägypten und neuer historischer Entdeckungen bezüglich der Zeitlinie der Ereignisse des Exodus sowie der zeitgenössischen Ereignisse im alten Ägypten. Er beschreibt auch einige existierende Artefakte und Dokumente aus dem alten Ägypten, die seit einigen Jahren in Fachkreisen kontrovers diskutiert werden. Der Film zeigt zahlreiche Interviews mit Archäologen, Historikern und Bibelforschern.

## Auszeichnungen
Der Film wurde mit dreizehn Filmpreisen ausgezeichnet.